# Felip Plantada i Viola
Felip Plantada i Viola fou un músic i compositor català nascut al segle XIX.
L'activitat del músic, que va publicar principalment a Barcelona, va durar fins a principis del segle xx. La seva obra recuperada inclou nadales i rosaris. Va escriure, principalment per piano, orgue i veus. També va adaptar textos del poeta Jacint Verdaguer, com ara el poema coral Adéu al maig.